# Eierparasiet
Een eierparasiet is een parasiet die leeft van de eieren van andere dieren. Meestal richt de parasiet hierbij het ei te gronde, en is een eierparasiet in de praktijk meestal een parasitoïde. 
Bekende eierparasieten zijn verschillende soorten sluipwespen. Doordat ze hun eieren leggen in de eieren van schadelijke insecten, worden dergelijke sluipwespen ingezet als biologisch gewasbeschermingsmiddel.